# Hypericum harperi
Hypericum harperi är en johannesörtsväxtart som beskrevs av Robert Keller. Hypericum harperi ingår i släktet johannesörter, och familjen johannesörtsväxter. Inga underarter finns listade i Catalogue of Life.